# Онголе
Онголе је град у Индији у држави Андра Прадеш. Према незваничним резултатима пописа 2011. у граду је живело 202.826 становника.

## Становништво
Према незваничним резултатима пописа, у граду је 2011. живело 202.826 становника.
| 1991.   | 2001.   | 2011.   |
| ------- | ------- | ------- |
| 100.836 | 150.471 | 202.826 |